# Radio Gävle
Radio Gävle 102,7 MHz är en  närradiostation i Gävle som sänder på frekvensen 102,7 MHz och som webbradio på Internet. Stationen administreras av Gävle närradioförening. Sändningarna produceras av de anslutna föreningarna.
Bland programmen märks Seniorradion, MHF-Radion, Radio GSK (Finska klubbens i Gävle sändning på finska) och Hjärtesångerna. I musikprogrammet Radio Nattsudd 102,7 var Svante Grundberg en av programledarna.
Radio Gävle har övertagit hela frekvensen som de tidigare delade med Cityradion i Gävle.
Det finns även ett program som heter Nostalgitoppen. Det är en topplista.